# عرب‌شاه‌وردی (قبوستان)
عرب‌شاه‌وردی (به لاتین: Ərəbşahverdi) یک منطقه مسکونی در جمهوری آذربایجان است که در شهرستان قبوستان واقع شده است. عرب‌شاه‌وردی ۵۳۸ نفر جمعیت دارد.